# Karekin II da Armênia
Karekin (em armênio/arménio:  Գարեգին; 21 de agosto de 1951, RSS da Armênia, URSS) é o atual Católico de Todos os Armênios, o Patriarca Supremo da Igreja Apostólica Armênia, desde 1999.

## Biografia
Nasceu em 21 de agosto de 1951 em Voskehat, Armênia. Entrou no Seminário Teológico Gevorkian em Echmiadzin em 1965 e se formou com honras em 1971. Foi ordenado diácono em 1970 e depois se tornou monge e foi ordenado sacerdote em 1972.
Foi eleito em outubro de 1999 pelo Conselho Supremo da Igreja Armênia, composto por clérigos e leigos. A Igreja Armênia compreende dois patriarcados e duas Circunscrições eclesiásticas, Etchmiadzin e Antelias, que estão em plena comunhão, mas são independentes do ponto de vista administrativo.

## Prêmios
- Legião de Honra (França, 2001);[4]
- Ordem da Amizade (Rússia, 2006);[5]
- Ordem da Estrela da Romênia;
- Ordem do Príncipe Yaroslav, o Sábio (Ucrânia, 2001);[6]
- Ordem de São Tomás (Índia, 2008);[7]
- Membro honorário da Academia Nacional de Ciências da Armênia.